# 披针叶柃
披针叶柃（学名：Eurya lanciformis）为山茶科柃木属下的一个种。

## 扩展阅读
- 維基物種上的相關：披针叶柃